# Bithynia manonellesi
Bithynia manonellesi es una especie de molusco gasterópodo de la familia Hydrobiidae.

## Distribución geográfica
Es endémica de Ibiza (España).  